# Leo Gotzmann

Leo Gotzmann

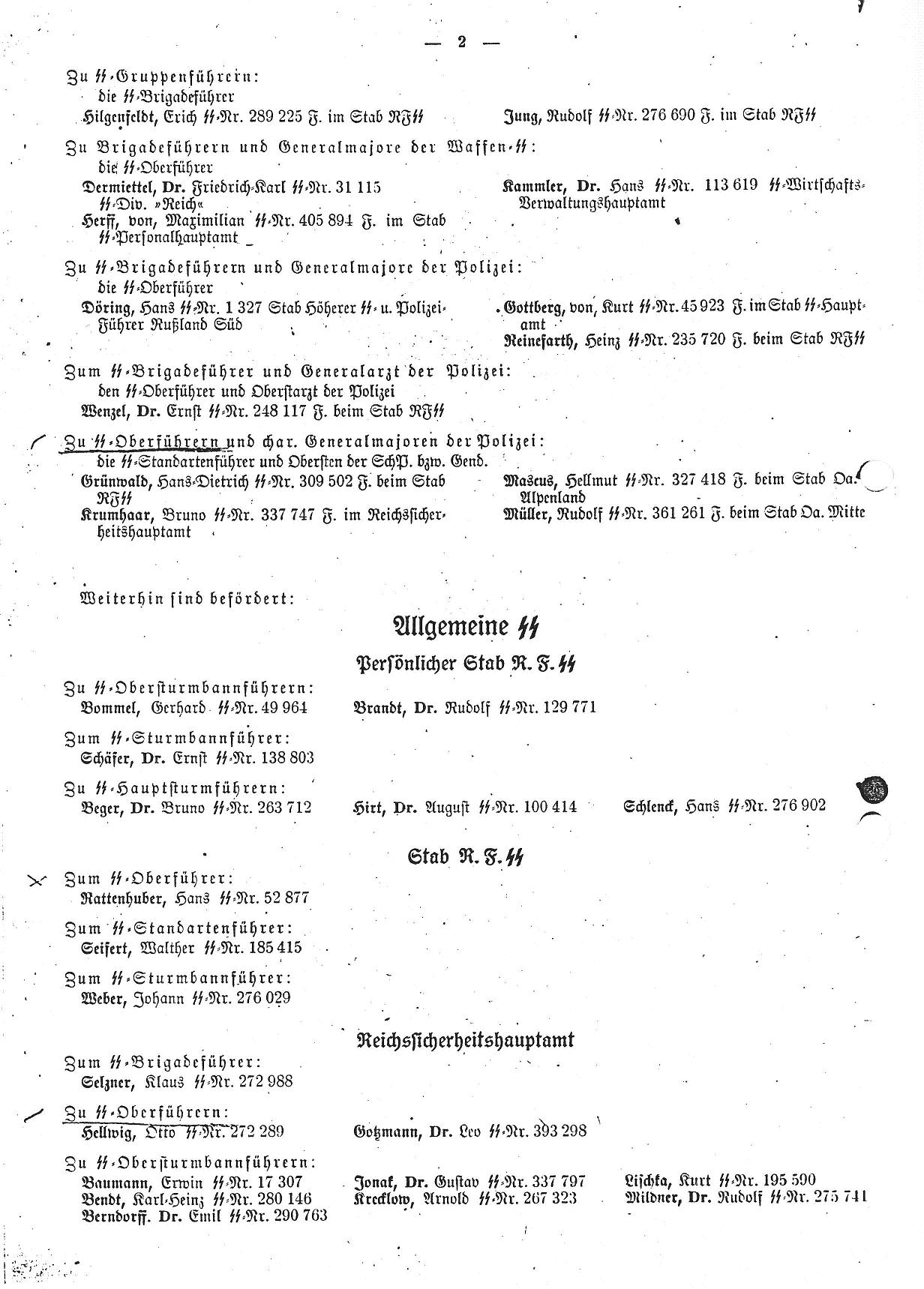
Beförderung zum SS-Oberführer an Hitlers Geburtstag 1942 im SS-Verordnungsblatt

Leo Gotzmann (* 14. Juli 1893 in Olmütz; † 7. Dezember 1945 in Zuffenhausen) war ein österreichischer Jurist und zur Zeit des Nationalsozialismus Polizeipräsident von Wien, SS-Brigadeführer (1942) und Mitglied des Reichstags.

## Biografie
Gotzmann war der Sohn eines österreichischen Unteroffiziers. Nach dem Besuch der Volks- und Mittelschule studierte Rechtswissenschaft an der Universität Wien. Nach Studienende nahm er als Soldat der k.u.k. Armee – zuletzt im Rang eines Leutnants – am Ersten Weltkrieg teil. Der promovierte Jurist trat 1920 in die österreichische Polizei ein und war im Wiener Polizeipräsidium tätig. Von 1924 bis 1933 war er bei der Wiener Sicherheitswache tätig und fungierte als Kommandant der Sicherheitswache sowie der Alarmabteilung. Wegen nationalsozialistischer Betätigung wurde Gotzmann im August 1933 wieder zur Polizeidirektion Wien versetzt und nach dem Juliputsch Ende Juli 1934 im Zusammenhang mit dem Dollfuß-Attentat verhaftet. Gotzmann wurde im März 1935 schließlich wegen Hochverrat zu lebenslanger Haft verurteilt.  
Nach dem Anschluss Österreichs an das Deutsche Reich wurde er aus der Haft entlassen und war wieder im Polizeidienst in Wien tätig. Bis zu seiner Ernennung zum Polizeipräsidenten führte er den Dienstrang eines Oberregierungsrates im Polizeipräsidium in Wien. Gotzmann wurde Mitglied des Reichstags, dem er bis zum Ende der NS-Herrschaft im Frühjahr 1945 als Abgeordneter angehörte. Er beantragte am 30. Mai 1938 die Aufnahme in die NSDAP, wurde rückwirkend zum 1. Mai desselben Jahres aufgenommen (Mitgliedsnummer 6.186.278) und trat zum 20. April 1941 als SS-Standartenführer in die SS ein (SS-Nummer 393.298). Er war zunächst kommissarisch und ab 11. Januar 1941 bis zum Kriegsende ordentlicher Polizeipräsident von Wien. Gotzmann war vom 20. April 1941 bis 1945 SS-Führer im RSHA und wurde am 9. November 1942 zum SS-Brigadeführer befördert. Im Zuge des Attentats vom 20. Juli 1944 ergab er sich zusammen mit dem Höheren SS- und Polizeiführer Rudolf Querner und dem stellvertretenden Gauleiter Karl Scharizer umgehend widerstandslos Wehrmachtsoffizieren.
Nach Kriegsende befand sich Gotzmann im Internierungslager Zuffenhausen, wo er nach Angaben der amerikanischen Legal Division am 7. Dezember 1945 eines natürlichen Todes gestorben ist. Lilla et al. geben als Sterbedatum den 6. Dezember 1946 an.